# Wiesław Michnikowski

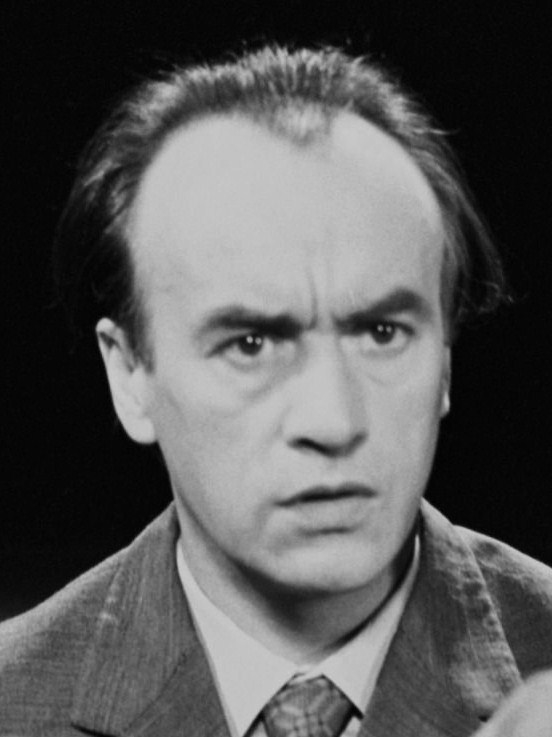
Wiesław Michnikowski

Wiesław Michnikowski (3 tháng 6 năm 1922 tại Warsaw - 29 tháng 9 năm 2017 tại Warsaw, Mazowieckie, Ba Lan) là một nam diễn viên sân khấu và điện ảnh người Ba Lan.

## Sự nghiệp
Michnikowski xuất hiện trong khoảng 50 bộ phim chiếu rạp và loạt phim truyền hình, trong đó, có rất nhiều bộ phim ông đã tham gia đóng vai chính. Các bộ phim gắn liền với tên tuổi của ông đó là Seksmisja (1984), Hallo Szpicbródka, czyli ostatni wystep króla kasiarzy (1978) và Gangsterzy i filantropi (1963).
Ông cũng gắn bó với việc diễn xuất trên sân khấu ở nhiều nơi như: Nhà hát Dom Żołnierza ở Lublin (1945-1946), Nhà hát Miejskiego ở Lublin (1946-1947), Nhà hát Klasycznego ở Warsaw (1947-1948), Nhà hát im.J.Osterwy ở Lublin (1948-1951), Nhà hát Młodej Warszawy (1951-1956), Nhà hát Komedia ở Warsaw (1956-1957), Nhà hát Współczesny ở Warsaw (1958-1970 và 1971-1992), và Nhà hát Polski ở Warsaw (1970-1971).

## Đời tư
Ông kết hôn với Maria Aniela Michnikowska và có với nhau hai người con trai tên là: Marcin (sinh năm 1958) và Piotr Michnikowski (nhà điêu khắc, sinh năm 1960).